# Thaicom 4
Thaicom 4 (auch als IPSTAR-1 bezeichnet) ist ein thailändischer Nachrichtensatellit. Er wurde am 11. August 2005 gestartet. Der Satellit wird von der Firma Thaicom betrieben, einem Tochterunternehmen der Shin Corporation. 
Der geostationäre Satellit wurde mit einer Ariane 5 vom Raumfahrtzentrum in Kourou aus gestartet. Er ist auf 120° Ost mit Thaicom 7 kopositioniert. 
Thaicom 4 ermöglicht durch internes Multiplexing eine Gesamtdatenrate von 45 Gigabit pro Sekunde. Das vom Satelliten mit Breitbandkommunikation und Internet versorgte Gebiet reicht von Indien über China bis nach Neuseeland. Das größte Marktpotential wird in den ländlichen Gegenden Indiens, Chinas und Südostasiens gesehen, deren Infrastruktur für Breitbandübertragung nicht ausreicht. Hier sollen zwei bis vier Millionen Menschen erreicht werden.
Der Wert des Satelliten beträgt 400 Millionen US-Dollar, seine erwartete Betriebsdauer beträgt zwölf Jahre. 

## Galerie

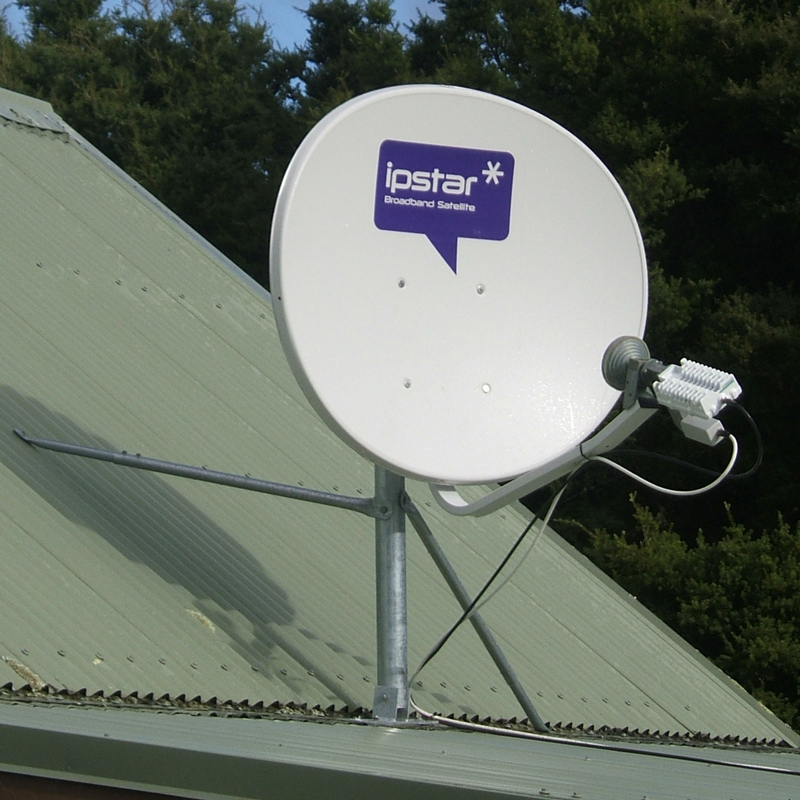
ipstar-Parabolantenne
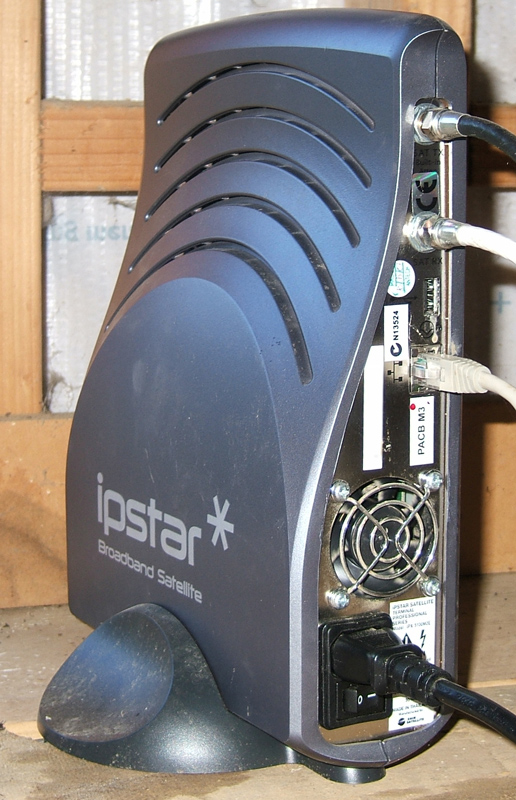
ipstar-Satelliten-Modem